# Eyalet de Chahrizor

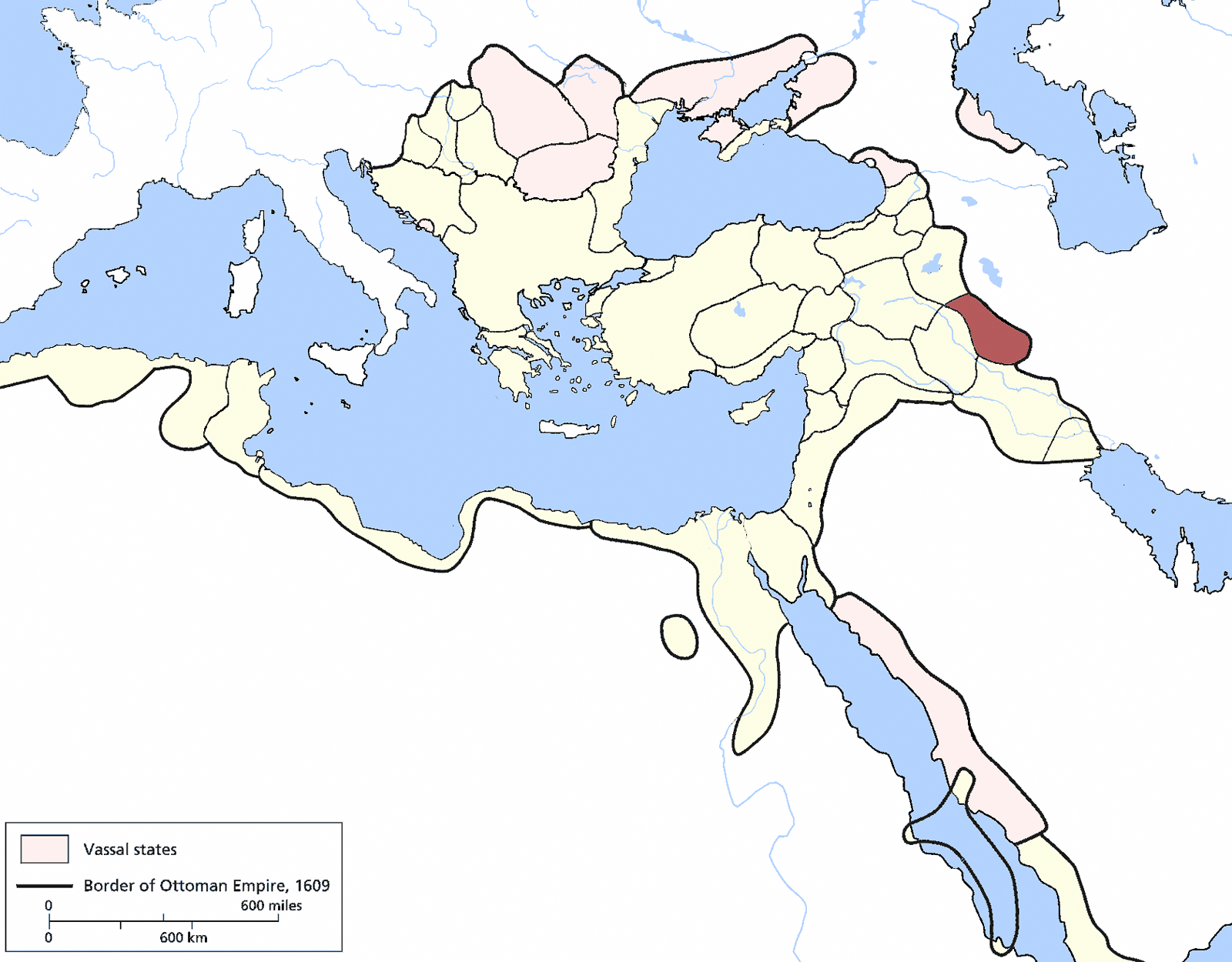
Eyalet de Chahrizor dans l'Empire ottoman en 1609

Le pachalik ou eyalet de Chahrizor (ایالت شهر زور, Eyālet-i Šehr-i Zōr en turc ottoman) est une ancienne province de l'Empire ottoman, dans l'actuel Kurdistan irakien, qui a existé de 1554 à 1862. Elle a eu pour capitale Kirkouk puis, à partir de 1784, Souleimaniye.

## Histoire

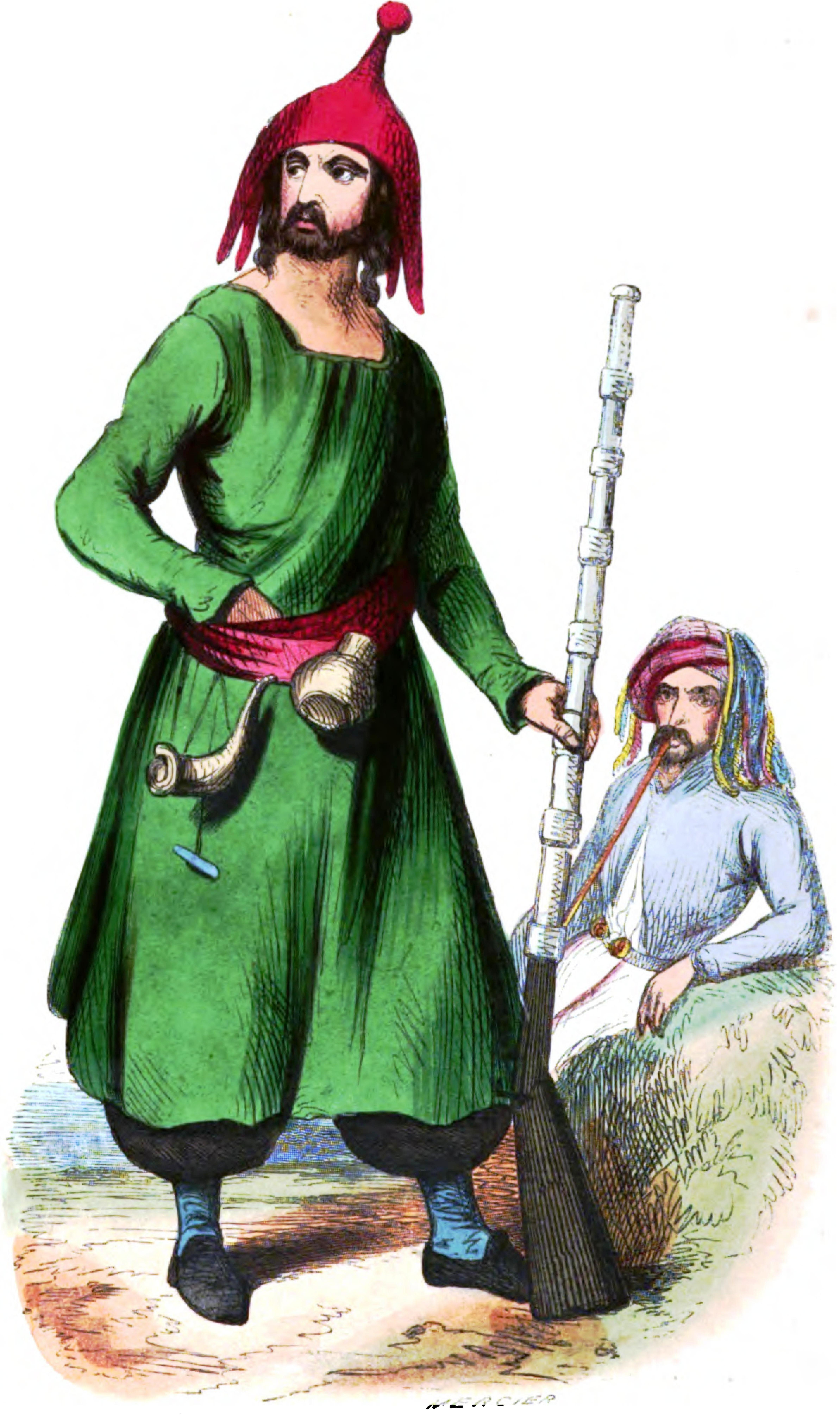
« Mœurs, usages et costumes de tous les peuples du monde » : Kurdes, par Auguste Wahlen, 1843.

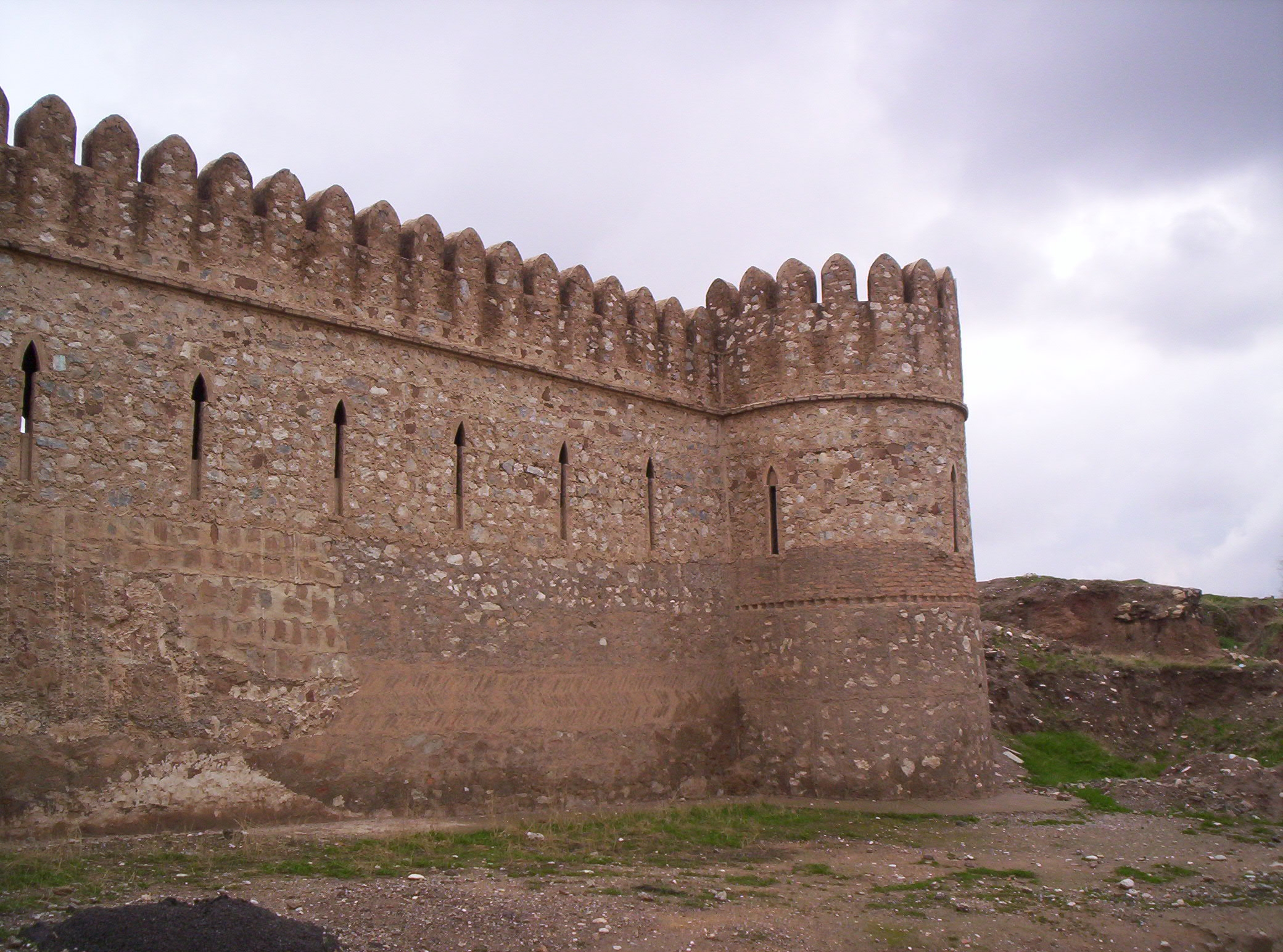
Citadelle de Kirkouk.

Entre le XIe et le XVIe siècle, la région constitue une principauté kurde indépendante. Au début du XVIe siècle, la région de Chahrizor (en) (« forêt royale » en persan) constituait une série de principautés kurdes vassales de la Perse séfévide. Elle est conquise en 1554 par Soliman Ier pendant la guerre ottomano-persane de 1532-1555. Le gouvernement est laissé aux begs (beys) kurdes devenus vassaux du sultan ottoman. La région est de nouveau disputée à plusieurs reprises pendant les guerres ottomano-persanes du XVIe au début du XIXe siècle.
Pendant la guerre ottomano-persane de 1623-1639, elle est reconquise en 1625 par le Séfévide Abbas Ier le Grand. En 1629, le grand vizir ottoman Gazi Ekrem Hüsrev Pacha (en) tente de reprendre la Mésopotamie aux Persans ; comme les inondations l'empêchent de marcher sur Bagdad, il se dirige vers Chahrizor, les garnisons persanes de Delouk et Kirkouk se retirant sans combat. Les begs d'Amadia, Souhran et Badjlan apportent à l'armée ottomane un ravitaillement de 30 000 têtes de bétail. Le grand vizir obtient la soumission des Kurdes d'Ardalan et tente de rebâtir les fortifications autour de Chahrizor (Yasin Tepe), ancienne capitale kurde fortifiée par Soliman Ier mais rasée par Abbas Ier ensuite. Les intempéries empêchent la réalisation de ce projet. Le pays de Chahrizor reste finalement acquis aux Ottomans lors du traité de Qasr-i-Chirin en 1639.
La région est gouvernée jusqu'au XIXe siècle par les begs kurdes de la famille des Baban, qui bénéficient d'une autonomie à peu près complète, et les Ottomans n'y installent que rarement des garnisons ; le district de Kirkouk reçoit le nom de sandjak de Baban en l'honneur de cette famille. Des conflits récurrents les opposent à leurs voisins kurdes, les Ardalan, vassaux de la Perse. Suleyman Beg, fondateur de la lignée des Baban, bat les Ardalan en 1694. En 1784, les Baban transfèrent leur capitale de Kirkouk à Souleimaniye, nommée en l'honneur de leur fondateur.
En 1850, les émirs Baban sont déposés par les Ottomans et la région passe sous administration ottomane directe. En 1862, elle est rattachée à l'eyalet de Bagdad qui devient en 1869 le vilayet de Bagdad. Les conflits persistants entre tribus kurdes conduisent à l'ascension de la tribu Barzanji (en) au début du XXe siècle.

## Subdivisions
Au XVIIe siècle, le voyageur ottoman Evliya Çelebi compte 22 sandjaks (districts), à savoir :
1. Sarujek
2. Erbil
3. Kesnan
4. Sheher bazar
5. Jenguleh
6. Jebel hamrin
7. Hazar mardud
8. Alhuran
9. Merkareh
10. Hazir
11. Rudin
12. Tiltari
13. Sebeh
14. Zenjir
15. Ajub
16. Abrumaz
17. Pak
18. Perteli
19. Bilkas
20. Aushni
21. Kala-Ghazi
22. Sheherzul (Chahrizor)

Selon le même auteur, la province compte une centaine de fiefs (ziamet) concédés à titre héréditaire à des chefs de tribu : ceux-ci accompagnent l'armée du pacha quand ils en sont requis.

## Sources et bibliographie
- (en) Cet article est partiellement ou en totalité issu de l’article de Wikipédia en anglais intitulé « Shahrizor Eyalet » (voir la liste des auteurs) dans sa version du 15 novembre 2016.
- J. de Hammer, Histoire de l'Empire Ottoman depuis son origine jusqu’à nos jours, livre XXIII, vol. 2, Paris, 1844.